# Gran Premio de Argentina de Motociclismo de 2022
El Gran Premio de Argentina de 2022 (oficialmente Gran Premio Michelin® de la República Argentina) fue la tercera prueba del Campeonato del Mundo de Motociclismo de 2022. Tuvo lugar  el fin de semana del 1 al 3 de abril de 2022 en el Autódromo Termas de Río Hondo, situado en la ciudad de Termas de Río Hondo de la Provincia de Santiago del Estero, Argentina.
La carrera de MotoGP fue ganada por Aleix Espargaró, seguido de Jorge Martín y Alex Rins. Celestino Vietti fue el ganador de la prueba de Moto2, por delante de Somkiat Chantra y Ai Ogura. La carrera de Moto3 fue ganada por Sergio García, Dennis Foggia fue segundo y Ayumu Sasaki tercero.

## Resultados

### Resultados MotoGP
| Pos.    | N.º | Piloto                | Equipo                       | Constructor | Vueltas | Tiempo     | Parrilla | Puntos |
| ------- | --- | --------------------- | ---------------------------- | ----------- | ------- | ---------- | -------- | ------ |
| 1       | 41  | Aleix Espargaró       | Aprilia Racing               | Aprilia     | 25      | 41:36.198  | 1        | 25     |
| 2       | 89  | Jorge Martín          | Pramac Racing                | Ducati      | 25      | +0.807     | 2        | 20     |
| 3       | 42  | Álex Rins             | Team Suzuki Ecstar           | Suzuki      | 25      | +1.330     | 7        | 16     |
| 4       | 36  | Joan Mir              | Team Suzuki Ecstar           | Suzuki      | 25      | +1.831     | 8        | 13     |
| 5       | 63  | Francesco Bagnaia     | Ducati Lenovo Team           | Ducati      | 25      | +5.840     | 13       | 11     |
| 6       | 33  | Brad Binder           | Red Bull KTM Factory Racing  | KTM         | 25      | +6.192     | 11       | 10     |
| 7       | 12  | Maverick Viñales      | Aprilia Racing               | Aprilia     | 25      | +6.540     | 5        | 9      |
| 8       | 20  | Fabio Quartararo      | Monster Energy Yamaha MotoGP | Yamaha      | 25      | +10.215    | 6        | 8      |
| 9       | 72  | Marco Bezzecchi       | Mooney VR46 Racing Team      | Ducati      | 25      | +12.622    | 17       | 7      |
| 10      | 23  | Enea Bastianini       | Gresini Racing MotoGP        | Ducati      | 25      | +12.987    | 12       | 6      |
| 11      | 10  | Luca Marini           | Mooney VR46 Racing Team      | Ducati      | 25      | +13.962    | 3        | 5      |
| 12      | 30  | Takaaki Nakagami      | LCR Honda Idemitsu           | Honda       | 25      | +14.002    | 10       | 4      |
| 13      | 88  | Miguel Oliveira       | Red Bull KTM Factory Racing  | KTM         | 25      | +14.456    | 16       | 3      |
| 14      | 43  | Jack Miller           | Ducati Lenovo Team           | Ducati      | 25      | +14.898    | 14       | 2      |
| 15      | 73  | Álex Márquez          | LCR Honda Castrol            | Honda       | 25      | +23.472    | 19       | 1      |
| 16      | 25  | Raúl Fernández        | Tech 3 KTM Factory Racing    | KTM         | 25      | +25.862    | 21       |        |
| 17      | 87  | Remy Gardner          | Tech 3 KTM Factory Racing    | KTM         | 25      | +28.711    | 22       |        |
| 18      | 40  | Darryn Binder         | WithU Yamaha RNF MotoGP Team | Yamaha      | 25      | +28.784    | 23       |        |
| 19      | 6   | Stefan Bradl          | Repsol Honda Team            | Honda       | 25      | +31.943    | 24       |        |
| 20      | 04  | Andrea Dovizioso      | WithU Yamaha RNF MotoGP Team | Yamaha      | 22      | +3 vueltas | 18       |        |
| Ret     | 49  | Fabio Di Giannantonio | Gresini Racing MotoGP        | Ducati      | 22      | Caída      | 20       |        |
| Ret     | 44  | Pol Espargaró         | Repsol Honda Team            | Honda       | 14      | Caída      | 4        |        |
| Ret     | 21  | Franco Morbidelli     | Monster Energy Yamaha MotoGP | Yamaha      | 7       | Retirado   | 15       |        |
| Ret     | 5   | Johann Zarco          | Pramac Racing                | Ducati      | 5       | Caída      | 9        |        |
| 1.      |     |                       |                              |             |         |            |          |        |
| Fuente: |     |                       |                              |             |         |            |          |        |

### Resultados Moto2
| Pos.    | N.º | Piloto                  | Constructor | Vueltas | Tiempo    | Parrilla | Puntos |
| ------- | --- | ----------------------- | ----------- | ------- | --------- | -------- | ------ |
| 1       | 13  | Celestino Vietti        | Kalex       | 23      | 39:44.098 | 6        | 25     |
| 2       | 35  | Somkiat Chantra         | Kalex       | 23      | +1.538    | 7        | 20     |
| 3       | 79  | Ai Ogura                | Kalex       | 23      | +5.703    | 8        | 16     |
| 4       | 40  | Arón Canet              | Kalex       | 23      | +5.880    | 12       | 13     |
| 5       | 96  | Jake Dixon              | Kalex       | 23      | +6.584    | 5        | 11     |
| 6       | 14  | Tony Arbolino           | Kalex       | 23      | +7.538    | 3        | 10     |
| 7       | 51  | Pedro Acosta            | Kalex       | 23      | +12.177   | 17       | 9      |
| 8       | 75  | Albert Arenas           | Kalex       | 23      | +12.418   | 4        | 8      |
| 9       | 64  | Bo Bendsneyder          | Kalex       | 23      | +13.656   | 9        | 7      |
| 10      | 22  | Sam Lowes               | Kalex       | 23      | +14.254   | 11       | 6      |
| 11      | 6   | Cameron Beaubier        | Kalex       | 23      | +20.077   | 16       | 5      |
| 12      | 23  | Marcel Schrötter        | Kalex       | 23      | +25.736   | 18       | 4      |
| 13      | 16  | Joe Roberts             | Kalex       | 23      | +28.317   | 15       | 3      |
| 14      | 18  | Manuel González         | Kalex       | 23      | +29.784   | 10       | 2      |
| 15      | 42  | Marcos Ramírez          | MV Agusta   | 23      | +30.270   | 22       | 1      |
| 16      | 52  | Jeremy Alcoba           | Kalex       | 23      | +37.884   | 25       |        |
| 17      | 24  | Simone Corsi            | MV Agusta   | 23      | +37.956   | 21       |        |
| 18      | 5   | Romano Fenati           | Boscoscuro  | 23      | +38.325   | 26       |        |
| 19      | 81  | Keminth Kubo            | Kalex       | 23      | +1:04.858 | 29       |        |
| Ret     | 9   | Jorge Navarro           | Kalex       | 20      | Caída     | 13       |        |
| Ret     | 19  | Lorenzo Dalla Porta     | Kalex       | 20      | Caída     | 19       |        |
| Ret     | 2   | Gabriel Rodrigo         | Kalex       | 19      | Caída     | 20       |        |
| Ret     | 12  | Filip Salač             | Kalex       | 11      | Caída     | 23       |        |
| Ret     | 61  | Alessandro Zaccone      | Kalex       | 7       | Retirado  | 28       |        |
| Ret     | 54  | Fermín Aldeguer         | Boscoscuro  | 6       | Caída     | 1        |        |
| Ret     | 84  | Zonta van den Goorbergh | Kalex       | 1       | Caída     | 14       |        |
| Ret     | 37  | Augusto Fernández       | Kalex       | 0       | Caída     | 2        |        |
| Ret     | 28  | Niccolò Antonelli       | Kalex       | 0       | Caída     | 24       |        |
| Ret     | 4   | Sean Dylan Kelly        | Kalex       | 0       | Caída     | 27       |        |
| Fuente: |     |                         |             |         |           |          |        |

### Resultados Moto3
| Pos.    | N.º | Piloto           | Constructor | Vueltas | Tiempo              | Parrilla | Puntos |
| ------- | --- | ---------------- | ----------- | ------- | ------------------- | -------- | ------ |
| 1       | 11  | Sergio García    | Gas Gas     | 21      | 38:23.433           | 1        | 25     |
| 2       | 7   | Dennis Foggia    | Honda       | 21      | +0.146              | 11       | 20     |
| 3       | 71  | Ayumu Sasaki     | Husqvarna   | 21      | +0.375              | 2        | 16     |
| 4       | 54  | Riccardo Rossi   | Honda       | 21      | +0.507              | 4        | 13     |
| 5       | 24  | Tatsuki Suzuki   | Honda       | 21      | +0.484              | 9        | 11     |
| 6       | 10  | Diogo Moreira    | KTM         | 21      | +0.587              | 10       | 10     |
| 7       | 96  | Daniel Holgado   | KTM         | 21      | +0.715              | 6        | 9      |
| 8       | 99  | Carlos Tatay     | CFMoto      | 21      | +2.032              | 18       | 8      |
| 9       | 27  | Kaito Toba       | KTM         | 21      | +3.098              | 13       | 7      |
| 10      | 66  | Joel Kelso       | KTM         | 21      | +3.397              | 5        | 6      |
| 11      | 23  | Elia Bartolini   | KTM         | 21      | +7.649              | 21       | 5      |
| 12      | 6   | Ryusei Yamanaka  | KTM         | 21      | +8.893              | 14       | 4      |
| 13      | 31  | Adrián Fernández | KTM         | 21      | +9.032              | 23       | 3      |
| 14      | 53  | Deniz Öncü       | KTM         | 21      | +9.202              | 16       | 2      |
| 15      | 48  | Iván Ortolá      | KTM         | 21      | +9.449              | 15       | 1      |
| 16      | 82  | Stefano Nepa     | KTM         | 21      | +22.745             | 17       |        |
| 17      | 72  | Taiyo Furusato   | Honda       | 21      | +23.423             | 22       |        |
| 18      | 18  | Matteo Bertelle  | KTM         | 21      | +23.667             | 24       |        |
| 19      | 20  | Lorenzo Fellon   | Honda       | 21      | +23.810             | 26       |        |
| 20      | 67  | Alberto Surra    | Honda       | 21      | +24.041             | 25       |        |
| 21      | 64  | Mario Aji        | Honda       | 21      | +24.880             | 20       |        |
| 22      | 87  | Gerard Riu       | KTM         | 21      | +37.416             | 28       |        |
| 23      | 70  | Joshua Whatley   | Honda       | 21      | +1:02.131           | 29       |        |
| Ret     | 5   | Jaume Masiá      | KTM         | 16      | Daños por Caída     | 12       |        |
| Ret     | 16  | Andrea Migno     | Honda       | 14      | Caída               | 15       |        |
| Ret     | 19  | Scott Ogden      | Honda       | 13      | Embrague            | 19       |        |
| Ret     | 28  | Izan Guevara     | Gas Gas     | 9       | Perdida de potencia | 3        |        |
| Ret     | 43  | Xavier Artigas   | CFMoto      | 5       | Problemas mecánicos | 7        |        |
| Ret     | 22  | Ana Carrasco     | KTM         | 4       | Caída               | 27       |        |
| 1.      |     |                  |             |         |                     |          |        |
| Fuente: |     |                  |             |         |                     |          |        |